# Obchodník se smrtí (film, 2005)
Obchodník se smrtí (anglicky Lord of War) je americký dramatický akční film z roku 2005 napsaný a režírovaný Andrewem Niccolem. Film se odehrává ve světě nelegálního obchodu se zbraněmi. V hlavní roli amerického obchodníka ukrajinského původu Yuriho (Jurije) Orlova vystupuje Nicolas Cage. Orlov se ocitá v nejnebezpečnějších válečných zemích světa, kde s nadhledem a chladnou hlavou dodává zbraně místním diktátorům.
Za jeden z předobrazů Orlova je považován ruský podnikatel Viktor But, který byl 5. dubna 2012 odsouzen k 25 letům vězení.

## Herecké obsazení
- Nicolas Cage jako Jurij Orlov
- Jared Leto jako Vitalij Orlov
- Bridget Moynahan jako Ava Fontaine Orlov, žena Yuriho
- Ethan Hawke jako Jack Valentine, agent Interpolu
- Eamonn Walker jako André Baptiste, vůdce Libérie
- Ian Holm jako Simeon Weisz, prodejce zbraní
- Tanit Phoenix jako Candy
- Donald Sutherland jako plk. Oliver Southern (hlas)
- Sammi Rotibi jako André Baptiste, syn vůdce Libérie
- Eugene Lazarev jako generál Dmitrij Orlov
- Kobus Marx jako Boris

## Děj
Jednoho dne se hlavní hrdina Jurij Orlov stane svědkem přestřelky mafiánů v Malé Oděsse a dostane nápad, že bude prodávat zbraně. Na židovský svátek jde s otcem do synagogy nikoli z duchovní potřeby, nýbrž tam nachází svůj první kontakt, jenž mu dodá jeho první izraelskou poloautomatickou zbraň Uzi, kterou následně prodá. Akci poté komentuje slovy „Prodávat poprvé zbraně je jako poprvé se milovat“.
Do obchodu se zbraněmi naverbuje i svého bratra Vitalije (hraje Jared Leto). Společně jedou do Berlína na zbrojařský veletrh, aby vyhledali legendárního obchodníka se zbraněmi Simeona Weisze (Iam Holm), kterému chtějí předložit obchodní nabídku. Jsou ale odmítnuti. Musejí se smířit s provozováním nelegálního obchodu se zbraněmi. Jedou tedy do Libanonu (1982), aby tam prodávali americké použité zbraně (když Američané opouštějí bojovou zónu, tak s sebou neberou munici, protože je levnější koupit novou, než starou dovézt zpět). Jurijovi se nelíbí výdělky a rozhodne se prodávat zbraně intenzivněji: prodává izraelské Uzi muslimům, komunistické kulky fašistům, dodává do Afghánistánu (když ještě bojuje se Sovětským svazem); nikdy ale neprodává zbraně Usámovi bin Ládinovi (protože v té době rozdává falešné šeky). Jednou musel narychlo vyměnit jméno lodi i vlajku před agentem Jackem Valentinem, který mu usilovně „dýchá na záda“. „Jsou tři druhy obchodu: černý (nelegální), bílý (legální) a můj oblíbený šedý. Někdy jsem obchod tak zamotal, že jsem ani nevěděl, jestli je legální.“
V rámci jednoho obchodu s kolumbijským drogovým magnátem dostane Orlov místo peněz 6 kg kokainu a protože projeví nespokojenost, je zákazníkem postřelen. Jeho bratr Vitalij v ten den utíká s 0,5 kg kokainu a stává se z něj drogově závislý. Následně ho Jurij posílá do léčebny sv. Františka.
Jurij si namluví svoji životní lásku Avu Fontaineovou (Bridget Moynahanová) a se lží na rtech se s ní zasnoubí. Mezitím se Vitalij snaží skoncovat se závislostí, ale neúspěšně.
Jurijovi se narodí chlapec, ale on raději jásá ze skončení studené války. Dostává se na Ukrajinu, kde má svého strýce generála Dmitrije (Eugene Lazarev). Ten mu ze začátku nechce nic prodat, ale to by nebyl Jurij Orlov, aby někoho nepřemluvil, takže dostává obrovské množství samopalů AK-47, řízené i neřízené střely, minomety, miny, vojenská vozidla a také tanky. Dokonce se mu podaří vyvézt ze země vojenskou helikoptéru, díky strnulým zákonům ji dokáže vykázat jako záchrannou a Jack Valentine z Interpolu je na něj i tentokrát krátký.
Nejvíce obchoduje v Libérii, kterou zrovna zotročuje diktátor Andrée Baptiste. Ten Yuriho pozve do svého domu a dohodne se na uzavření obchodu. Jurijova žena neví o tom, co je jeho zaměstnáním (raději to nechce vědět, nikdy se neptá). Liberijský diktátor zajme Simeona Weisze a následně ho Jurij (s diktátorovou pomocí) zastřelí. Ava se nakonec dozví, co dělá za „práci“ a zjistí, že to nechce. Jurij jí slíbí, že bude podnikat legálně a nějaký čas své slovo dodrží, ale když v Americe kontaktuje Andrée Baptiste se synem, opět se vrhne do obchodování se zbraněmi. Ava ho s dítětem opustí.
Jurij přemluví Vitalije, aby s ním jel do Západní Afriky. Tam si ale Vitalij uvědomí, že dělá špatnou věc, a zničí granátem nákladní vůz plný zbraní a střeliva – za to je zastřelen. Z jeho těla dá Jurij vyjmout kulky, ale doktor tam jednu nechá a právě tu najde letištní kontrola. Ve zfalšovaném úmrtním listu je však napsáno, že zemřel na selhání srdce, a tak Jurije dostane Interpol. Není odsouzen, někdo mocnější nad ním drží ochrannou ruku.
„Víte, kdo zdědí tuto zemi? Obchodníci se zbraněmi, protože všichni ostatní se navzájem pozabíjejí.“ (Jurijův monolog)

## Citáty
„Mám zkušenosti, že nejúspěšnější vztahy jsou založeny na lžích a podvodech, protože tak stejně obvykle skončí, je to logický začátek.“ (Jurij Orlov)
„Podívala se mi do očí jako jsem se já díval do očí tisíců celníků, vládních byrokratů a agentů rozvědky. A bez mrknutí lhala. Učila se od nejlepšího.“ (Jurij Orlov vzpomíná na situaci, kdy položil své ženě otázku, zda mu věří)
"Zničil jen půlku dodávky, takže jsem měl nárok na polovinu diamantů. Kdybych si je nevzal, byl bych ztracen, kdybych si je vzal, byl bych ztracen." (Jurij Orlov o bratru Vitalijovi poté, co jej obchodní partneři zastřelili.)
"Říká se, že zlo převládne, když dobří zklamou. Mělo by se říkat, zlo převládne." (Jurij Orlov)
"V životě jsou jen dvě tragédie. První je, když nedostanete to, co chcete, a druhá je, když to dostanete." (Jurij Orlov)
„Brzy někdo zaklepe na dveře a zavolá vás ven. V hale bude muž vyšší šarže, nejdřív vás pochválí za dobrou práci, za úsilí o bezpečnější svět, řekne, že budete vyznamenán a povýšen. A pak vám nařídí, že mě máte pustit. Budete protestovat, budete vyhrožovat výpovědí, ale nakonec budu propuštěn. Propustí mě ze stejného důvodu, z jakého mě chcete dostat před soud. Potřásám si rukou s těmi nejhoršími nejsadističtějšími muži, kteří si dnes říkají vůdci. Ale někteří z těchto mužů jsou nepřátelé vašich nepřátel. A největší obchodník se zbraněmi na světě je váš šéf, prezident USA, který za den dodá víc zboží, než já za rok. Někde potřebuje obchodníka jako jsem já, co zásobí ty, které nemůže zásobit sám. Takže, nazývejte mě zlem, ale bohužel pro vás jsem nutné zlo.“ (Jurij Orlov nastiňuje agentu Valentinovi, co se stane)

## Produkce
Jedna scéna ve filmu obsahuje záběr na 50 tanků seřazených vedle sebe. Tyto tanky pocházely z českého zdroje a byly zapůjčeny do prosince 2005, pak byly prodány do Libye. Produkční tým si pronajal samopaly české výroby vzor 58 místo ruských AK-47, protože byly levnější než rekvizity.
Vrtulník nachystaný k přepravě ve scéně, kdy zasáhne agent Jack Valentine, je ruská bitevní helikoptéra Mil Mi-24A (v kódu NATO Hind-A). Od pozdějších verzí se zřetelně liší pilotním kokpitem, ten byl pro další verze přepracován na dvoumístný tandemový.

## Orlovova pravidla prodeje zbraní
1. Nikdy se nenech postřelit vlastním zbožím.
2. Vždy si najít bezpečný způsob platby.
3. Nikdy se nepřipojte ke svým zákazníkům.
4. Nikdy neválčete, hlavně ne se sebou.